# Верхівці (Хмельницький район)
Ве́рхівці —  село в Ярмолинецькій селищній громаді Хмельницького району Хмельницької області. Населення становить 169 осіб.

## Галерея

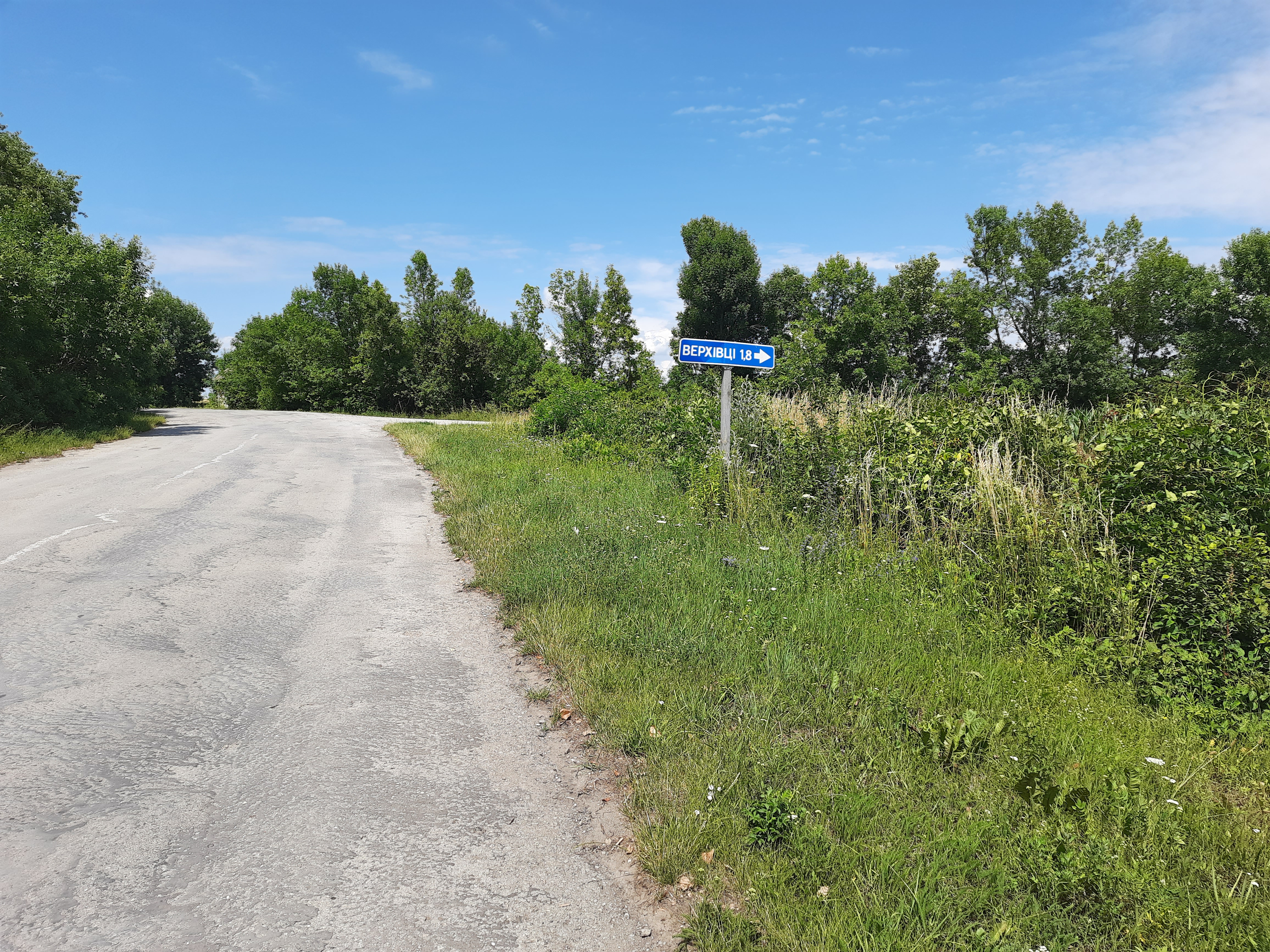
Дорожній знак при повороті на село
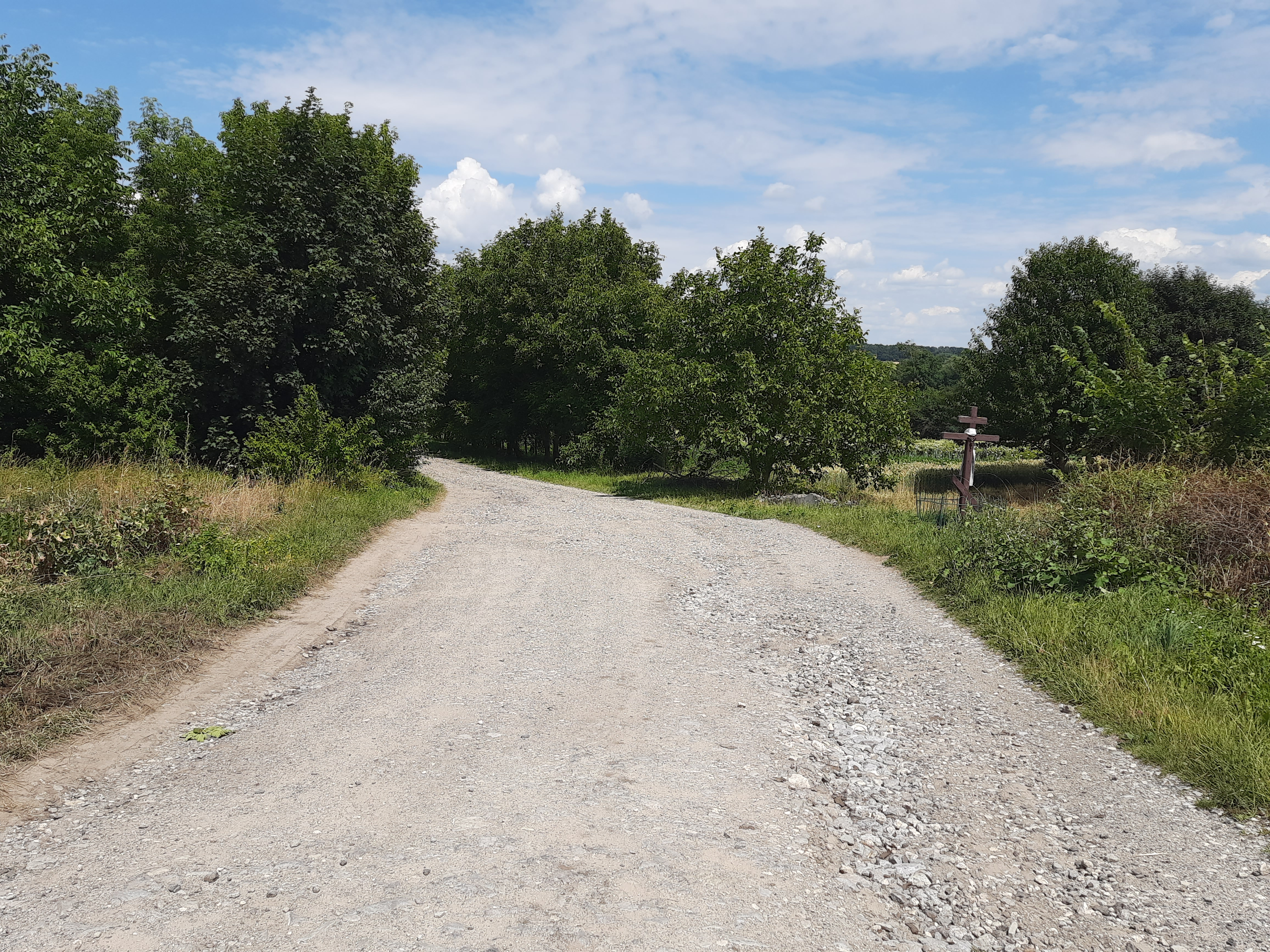
В'їзд у село
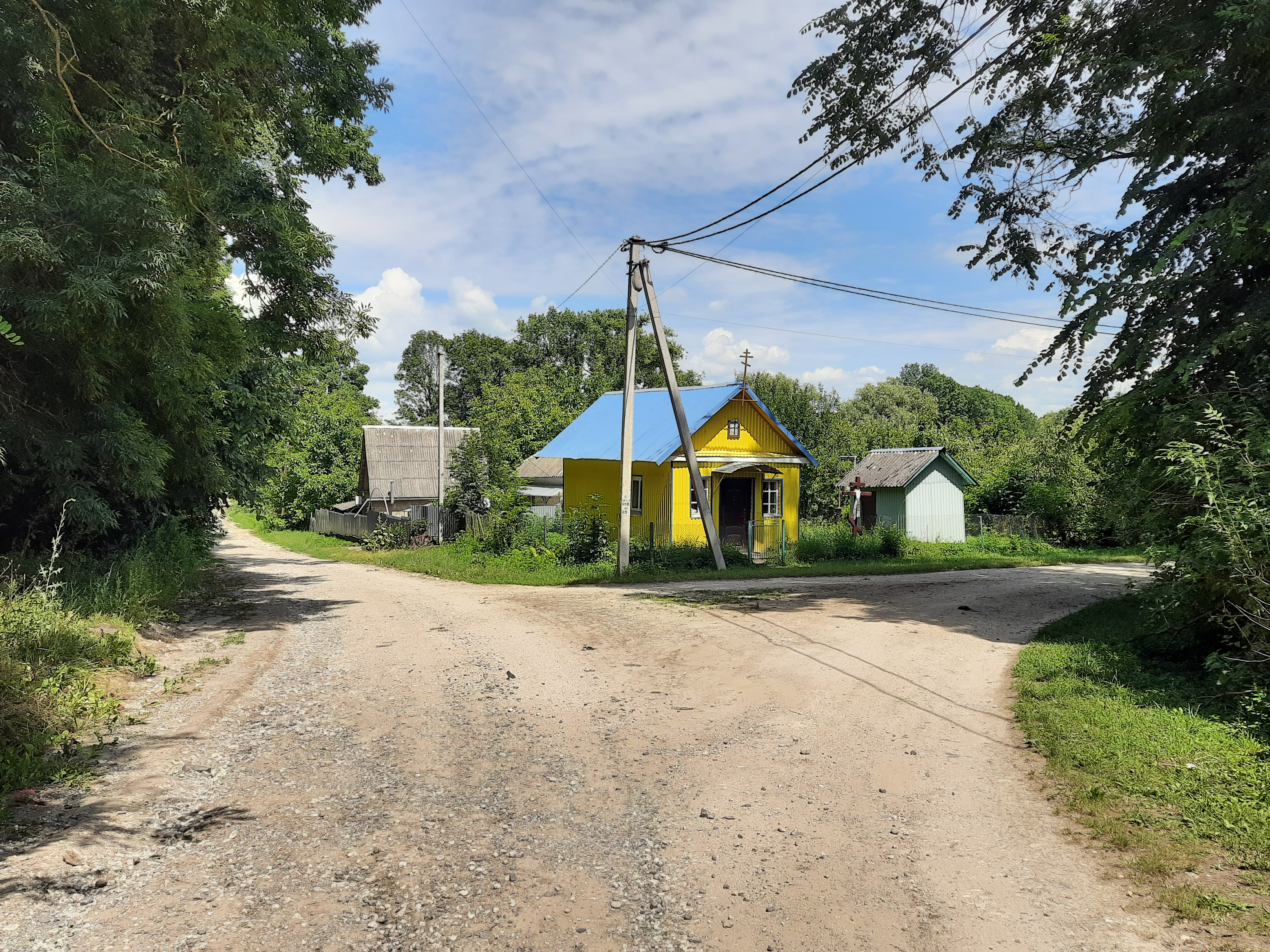
Капличка
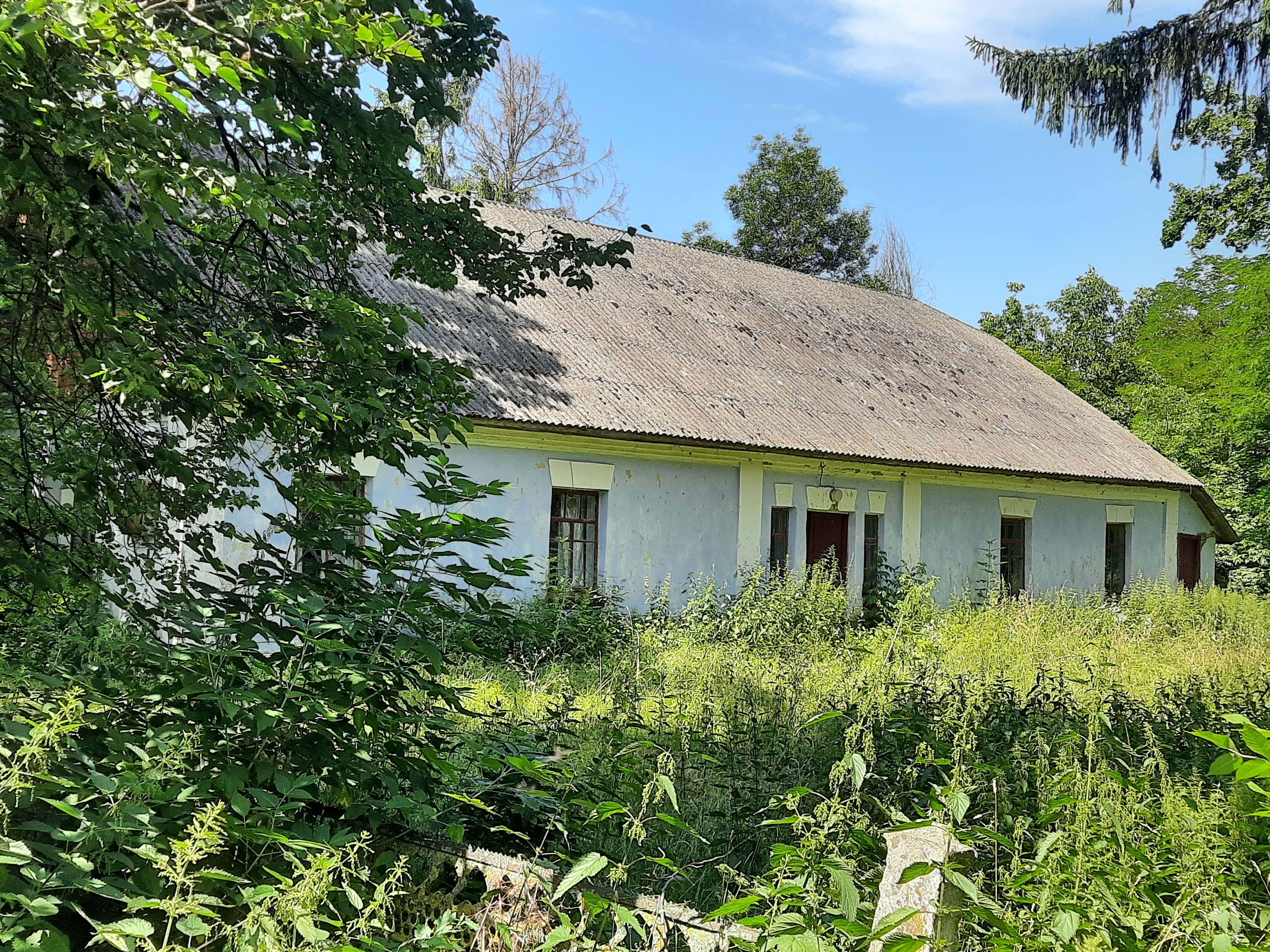
Клуб
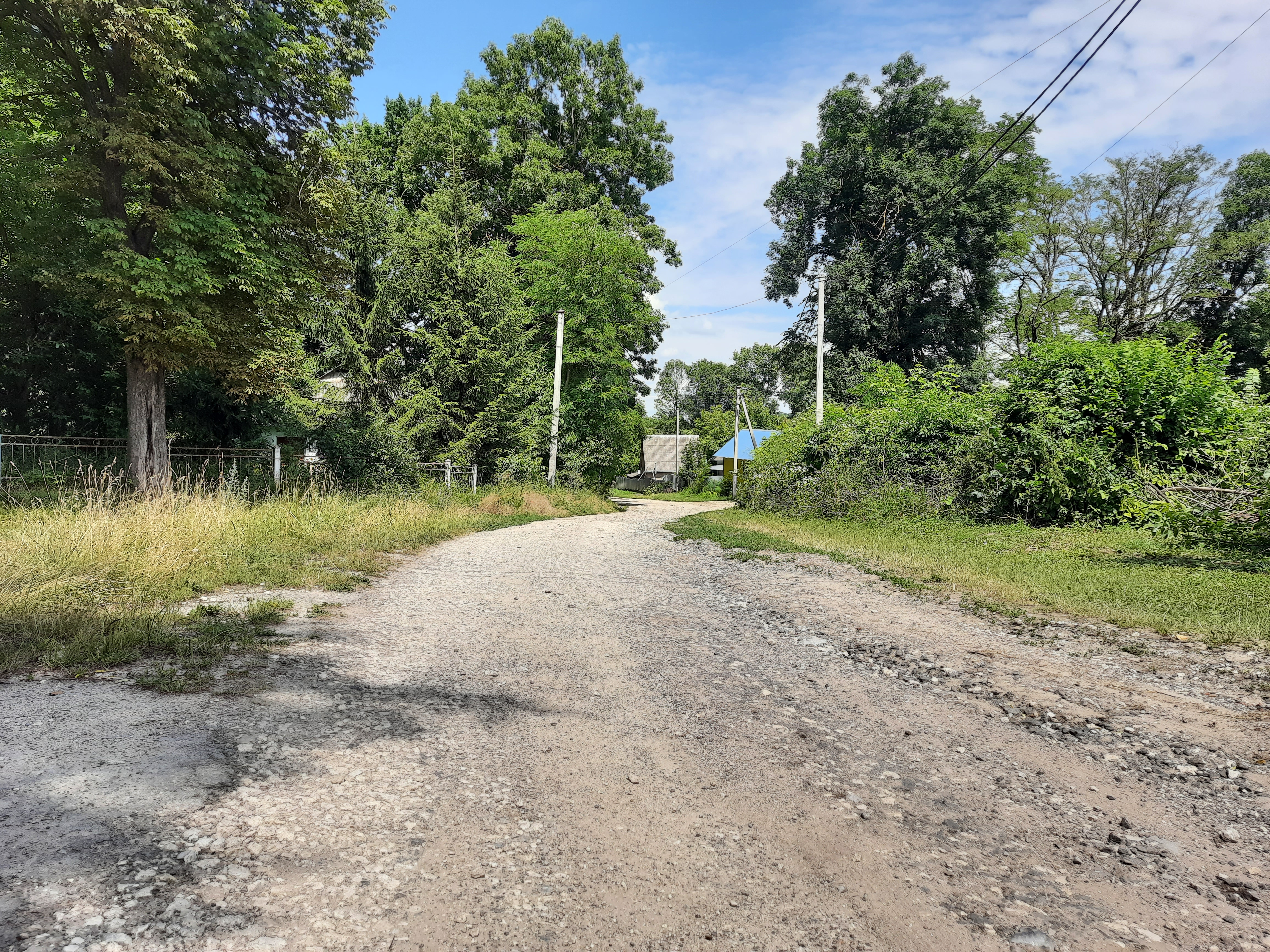
Сільська вулиця
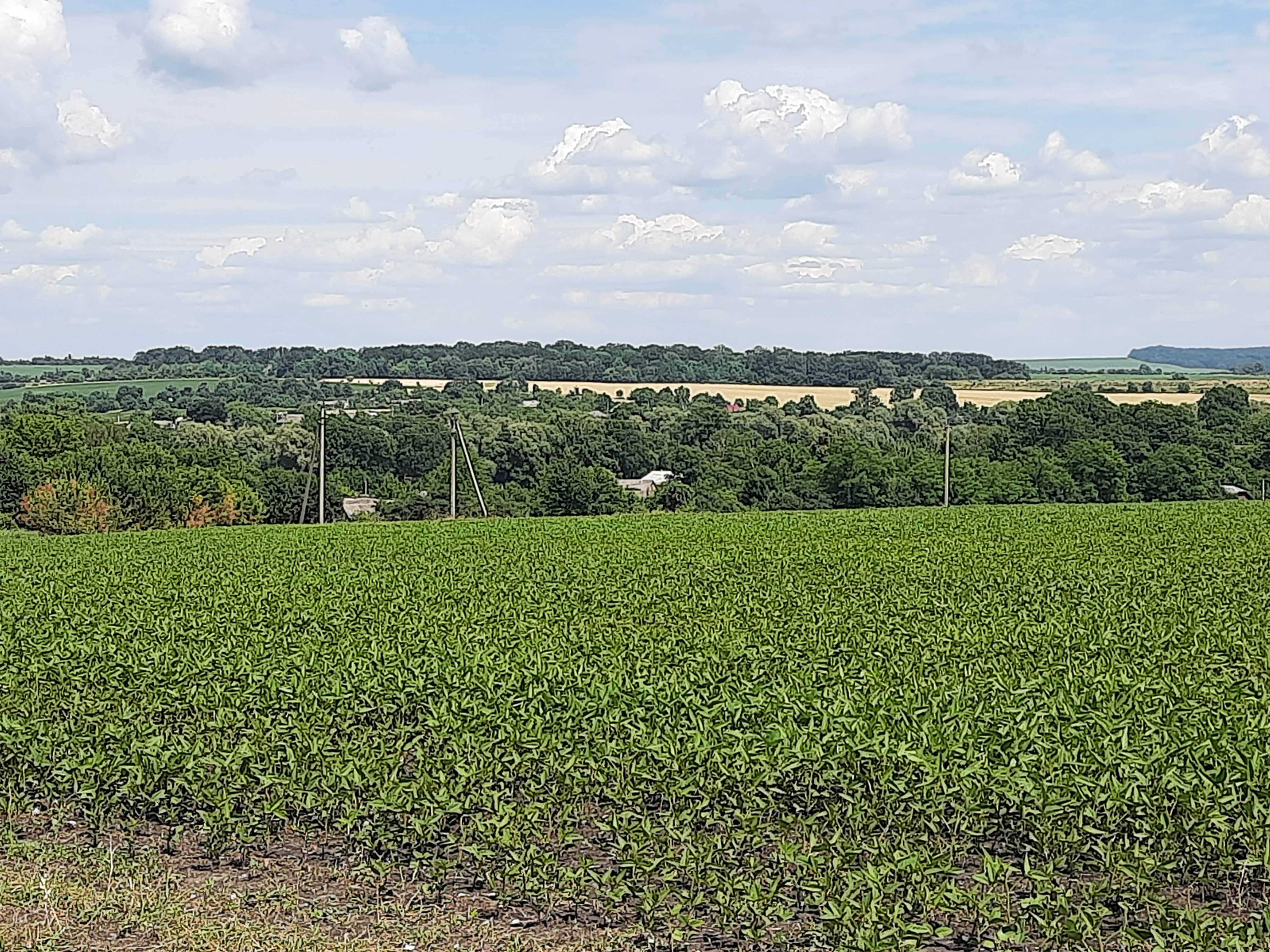
Сільський краєвид